# Roslyn (Dakota Południowa)
Roslyn – miasto w Stanach Zjednoczonych, w stanie Dakota Południowa, w hrabstwie Day.